# Grundfjärden (Lemland, Åland)
Grundfjärden eller Grundfjärd är en sjö i Lemlands kommun i Åland (Finland). Den ligger i den södra delen av landskapet, 17 km sydost om huvudstaden Mariehamn. Grundfjärden ligger 8 meter över havet. Den ligger på ön Fasta Åland. Arean är 1,8 hektar och strandlinjen är 0,67 kilometer lång. Sjön  ingår i Norra Ålands havs avrinningsområde. 